# Medienpreis für Sprachkultur
Der Medienpreis für Sprachkultur ist eine Auszeichnung, mit der die Gesellschaft für deutsche Sprache hervorragende Verdienste um die Sprach- und Sprechkultur in den Medien honoriert. Der Preis wird alle zwei Jahre verliehen und besteht aus einer Ehrengabe in Verbindung mit einer Urkunde. Seit 2002 ist der Preis in die Sparten Radio/Fernsehen und Presse geteilt.
Über die Verleihung entscheidet ein Ausschuss, der aus dem Hauptvorstand der Gesellschaft für deutsche Sprache sowie vier hinzugezogenen Personen, zwei aus der Sprachwissenschaft und zwei aus dem Medienbereich, besteht.

## Preisträger
- 1987

Klaus Jürgen Haller (WDR)
Laudatio: Dieter Stolte
- 1990

Dieter E. Zimmer (Die Zeit)
Laudatio: Rudolf Hoberg
- 1992

Hanns Joachim Friedrichs (ARD, Tagesthemen)
Laudatio: Horst Dieter Schlosser
- 1994

Wolf Schneider (Hamburger Journalistenschule)
Laudatio: Johannes Gross
- 1996

Elke Heidenreich (Autorin und Publizistin)
Laudatio: Ulrich Kienzle
- 1998

Harald Schmidt (Moderator)
Laudatio: Alice Schwarzer
- 2000

Klaus Bresser (ZDF)
Laudatio: Sabine Christiansen
- 2002

Sparte Radio/Fernsehen: Thomas Gottschalk (Moderator)
Laudatio: Gerhard Polt
Sparte Presse: Klaus Harpprecht (Journalist)
Laudatio: Michael Naumann
- 2004

Sparte Radio/Fernsehen: Sandra Maischberger (Moderatorin)
Laudatio: Wolfgang Menge
Sparte Presse: Der Spiegel
Laudatio: Jutta Limbach
- 2006

Sparte Radio/Fernsehen: Günther Jauch
Laudatio: Armin Conrad
Sparte Presse: Giovanni di Lorenzo 
Laudatio: Rita Süssmuth
- 2008

Sparte Fernsehen: Günter Netzer und Gerhard Delling
Laudatio: Armin Burkhardt
Sparte Presse: Iris Radisch (Die Zeit)
Laudatio: Klaus Harpprecht
- 2010

Sparte Fernsehen: Hape Kerkeling
Laudatio: Frank-Walter Steinmeier
Sparte Presse: Bettina Gaus (die tageszeitung)
Laudatio: Gunter Hofmann
- 2012

Sparte Fernsehen: Marietta Slomka
Laudatio: Nikolaus Brender
Sparte Presse: Stefan Niggemeier (Bildblog)
Laudatio: Armin Conrad
- 2014

Sparte Fernsehen: Ranga Yogeshwar
Laudatio: Frank Schirrmacher
Sparte Presse: Johanna Adorján
Laudatio: Bertram Theilacker
- 2016

Dieter Hallervorden
Andreas Bourani
- 2018

Die Fantastischen Vier
Die Sendung mit der Maus